# Factions (Byzance)

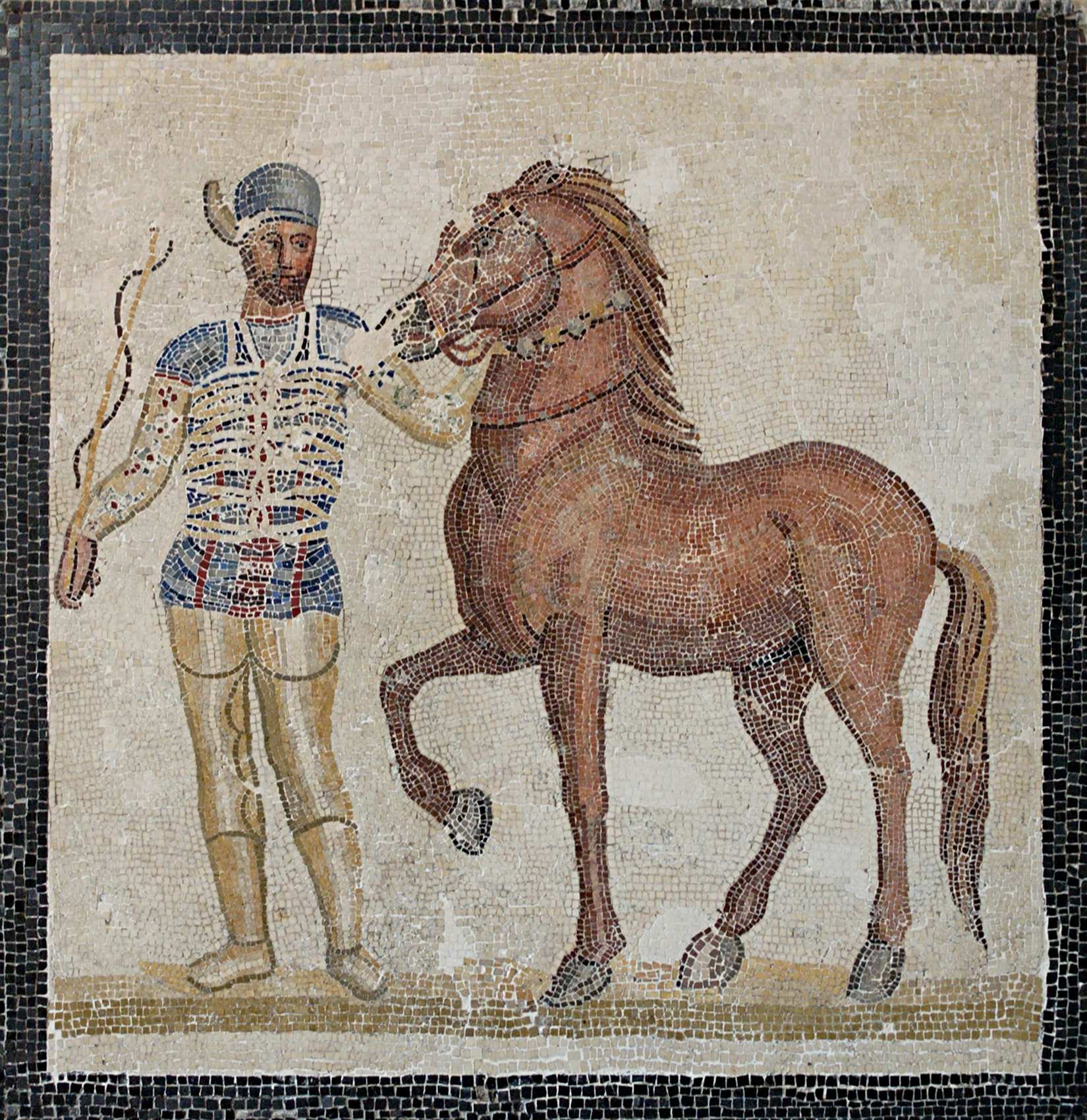
Mosaïque de pavement avec un aurige « bleu », palais Massimo alle Terme

Les factions (factiones) ou dèmes dans l'empire romain et surtout dans l'empire byzantin étaient essentiellement des supporteurs et organisateurs de courses de chars dans les cirques de l'Empire, et notamment dans l'hippodrome de Constantinople. Pendant la période proto-byzantine, elles avaient un rôle éminemment politique et sont à l'origine de plusieurs émeutes dont la sédition Nika. 

## Les couleurs

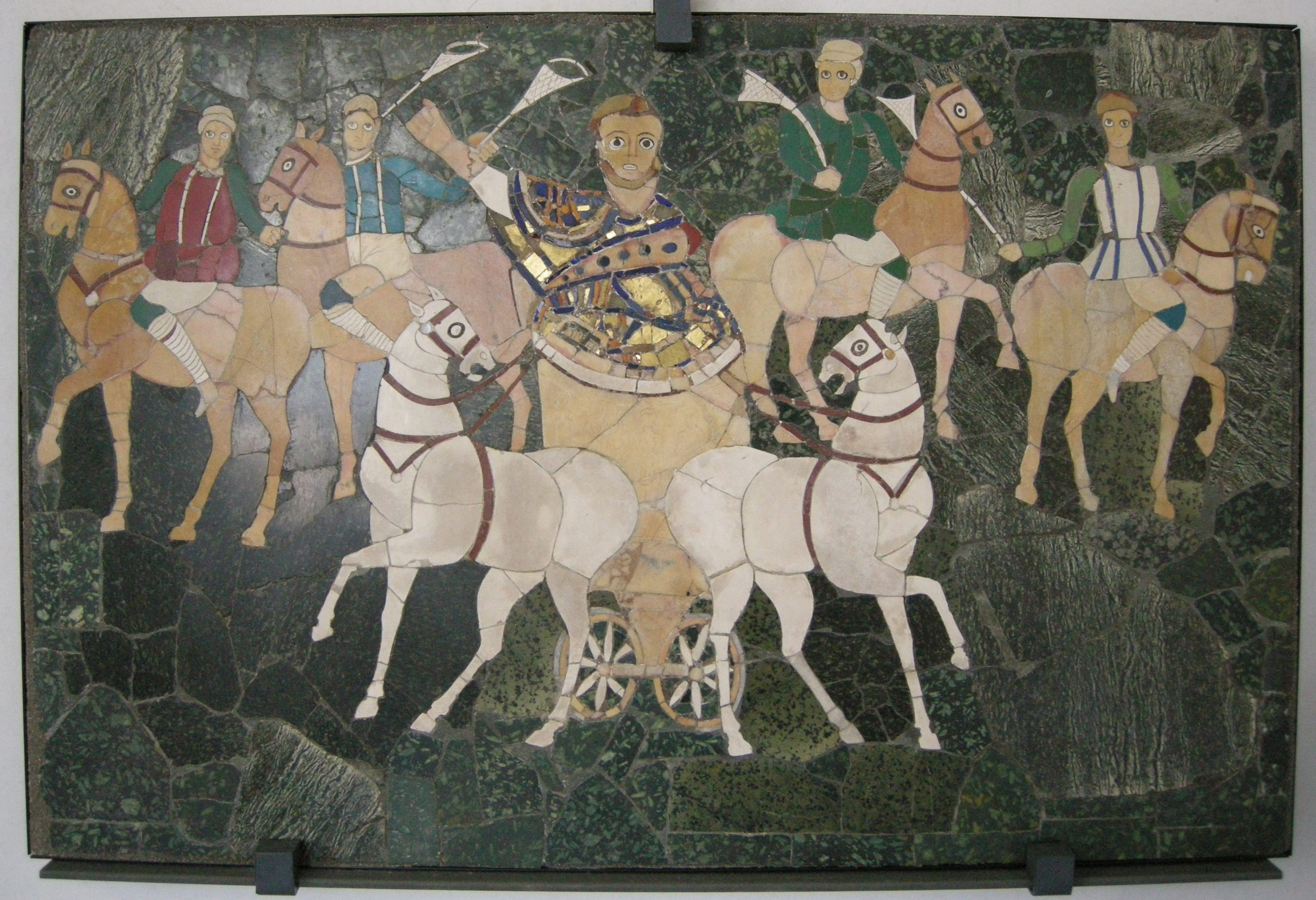
Le magistrat Junius Annius Bassus conduisant la pompa circensis est paré du costume triomphal (la toga picta) et monte le char d'apparat tiré par deux chevaux. Il est suivi par de jeunes nobiles, cavaliers tenant des objets coniques et dont la couleur des casaques représente les quatre factiones (panneau en opus sectile de la basilique de Junius Bassus, IVe siècle).

Plan de l'hippodrome de Constantinople.

Dans l'empire romain, les quatre factions rivales sont identifiées aux quatre saisons : les Prasina (verts) associés au printemps, les Russea (rouges) à l'été, le parti des Veneta (bleus) à l'automne et celui des Albata (blancs) à l'hiver.
Les quatre factions principales de l'empire byzantin sont les Bleus (veneta), associés aux Blancs, et les Verts (prasina), associés aux Rouges. Ces factions étaient à l’origine des groupes de supporters (fautores) des différents équipages qui s’affrontaient dans les courses de chars. D'une séparation territoriale au début, la différence entre les factions change assez vite pour devenir des oppositions politiques et religieuses. Avant Héraclius, les empereurs dédiaient leur couronnement à l'une des factions, provoquant le mécontentement de l'autre, qui pouvait pousser jusqu'à provoquer des émeutes.
On a longtemps radicalement opposé les deux factions dans l'empire byzantin dans leurs sociologies respectives, choses que les études plus récentes ont largement porté à nuancer. Néanmoins, on peut à gros traits brosser ces factions ainsi : les Verts étaient la faction des basses classes, la plus nombreuse, souvent originaire des provinces syriennes ou égyptiennes, principalement des artisans et des commerçants d’origine modeste qui soutenaient des concepts religieux issus de l’Orient et plutôt hétérodoxes comme le monophysisme ; les Bleus étaient la faction des classes possédantes,  plutôt gréco-romains et issus de familles patriciennes, soutenant davantage l’orthodoxie religieuse chalcédonienne. On trouve cependant de nombreux exemples de monophysites dans le parti des Bleus ou, au contraire, de tenants de l'orthodoxie parmi les Verts.
Chacune des factions avait sa tribune dans l’Hippodrome : face à la piste, les Verts se trouvaient du côté de la sphendonè à gauche de la tribune impériale tandis que les Bleus se plaçaient à droite de celle-ci, du côté des carceres, situées à l'extrémité nord-est de l'hippodrome.

## Séditions
Au fil du temps, les factions s’organisent et se dotent même d'une organisation militaire (le dème est dirigé par le dèmarque qui dirige les dèmotes, les miliciens du dème), elles deviennent ainsi des milices qui n'hésitent pas à s'opposer physiquement. Cette exacerbation des tensions entre factions est à l'origine de plusieurs révoltes : 
- en 501, plus de 3 000 personnes sont tuées au mois de mai au cours des fêtes païennes des Brytae lors des affrontements entre les deux factions ;
- en 512, Anastase doit faire face au mois de novembre à la révolte des Bleus contre les Verts qu’il soutenait ;
- en janvier 532 a lieu le drame de la sédition Nika, qui voit les Bleus et les Verts s'allier contre l'empereur Justinien Ier, guerre civile dans les murs de Constantinople durant laquelle près de 80 000 personnes sont tuées.

## Déclin
Les factions perdent progressivement de leur influence politique et, à partir du règne d'Héraclius, dans la première moitié du VIIe siècle, deviennent des troupes de parade qui se joignent à l'élite pour acclamer l'empereur et fournissent des chœurs à la cérémonie d'acclamation.
À partir du Xe siècle, elles sont intégrées à la hiérarchie palatine et participent aux réceptions du Palais Sacré en tant que membres des Scholes (pour les Bleus) et des Excubites (pour les Verts).
La prise de Constantinople par les Croisés en 1204 met un terme aux courses de chars par faute de moyens ; les factions, privées de leur raison d’être, finissent aussi par disparaître.